# 魔電女孩
魔電女孩（英語：MOMO DANZ），為2012年間在網路爆紅的台灣女子演唱組合。但在同樣的其他華語地區(如港、澳)， 並沒有得到太大迴響。其後，於2012年10月推出首張團體迷你專輯，2013年解散。

## 成員列表
| 本名   | 藝名   | 出生日期      | 國籍           |
| 吳瑞婷 | Ida    | 1983年2月4日  | 中華民國       |
| 甘煖琳 | Orange | 1983年6月19日 | 中華民國       |
| 施旭婧 | Sisi   | 1986年9月9日  | 中华人民共和国 |
| 許奕   | Nico   | 1990年4月25日 | 中华人民共和国 |

## 專輯
首張同名EP
《首張同名EP》是2012年10月發售，由群石國際發行的團體首張迷你專輯。
收錄內容
1. 為了你 （3:58）
2. 蹦蹦 （4:01）
3. I Feel So Hot （3:10）
4. 原諒 （4:16）
5. 愛我嗎 （3:20）

## 爭議
- 單曲主打歌曲「為了你」遭質疑抄襲韓國女子偶像團體T-ara的歌曲「Why Are You Being Like This」[4]。製作人陳子鴻解釋實為翻唱並已購買版權[5]。
- 歌曲「蹦蹦」副歌部分之歌詞遭網友砲轟有性暗示之嫌[6][7]。